# Образование в Древен Рим
Образованието в Древен Рим преминава през историческите периоди на развитие на страната:
- Родов – до 6 век пр.н.е.
- Републикански – от 6 до 1 век пр.н.е.
- Императорски – от 1 век пр.н.е. до 5 век

## Родов Рим
През 7 век пр.н.е. възниква латинската писменост. Като материал за писане са използвали камък, медни плочки, пергамент. Римляните говорели на латински език. Възпитанието има родово-племенен характер. Осъществява се в процеса на трудовата дейност. Когато се развива патриархалното семейство, възпитанието получава семеен характер. Постепенно с развитието на производствените сили възникват социалните неравенства. Обособяват се два типа патриархални семейства – богати, наречени патриции и бедни – плебеи (лат.plebs) – мнозинство. Възпитанието е различно в тях. И в двата вида бащата има неограничена власт над живота на всички в семейството. Майката се ползва с голямо уважение. Семейството има много сериозно отношение към възпитанието на децата. Родителите ги водят навсякъде с тях. Пълнолетие настъпва на 16 г. възраст. До това време юношите носят дълги коси, бяла тога с червени ленти. Целта на възпитанието е земеделецът-войн. Децата от ранна възраст участват в трудовата дейност. Учат се и на военно изкуство. Нравственото възпитание се осъществява в почит към боговете, родители и предци.

## Римска република
Характерно е силното гръцко влияние и създаване на образователна система. Когато Древна Гърция загива, огромни маси от гърци се заселват в Рим. Сред тях има много философи, хора на изкуството. Гръцкият език се налага като език на аристокрацията. Рим изпада под силно гръцко влияние, включително и образователната система. Тя има 3 степени:
- елементарни училища – лудус (лат. Ludus) – игра. Учителите се наричат ludi-magister и нямали високо образование. Училищата са частни. Изучават се четене, писане, смятане и законите на Рим, написани на 12 медни таблици;
- граматически училища – изучава се гръцки език и латински език, философия, етика и др. В тези училища започва изучаването на реторика.
- реторически училища – основно се изучават математика, философия, право, музика, танц и дисциплини свързани с красноречието. Целта на образователната система в републиканския Рим е възпитанието на оратора – оратор общественик, политик, юрист, държавник, мъдрец, учен. Видни идеолози на републиканския Рим са:
- Катон
- Цицерон (106 – 43 г. пр.н.е.)

## Римска империя
Новите елементи в образованието са:
- училищата стават държавни;
- оформят се нисши и висши училища, като висшите обучават предани на империята държавни служители;
- държавата осигурява строг надзор над училищата;
- цялото образование и възпитание е в дух на преданост към империята;
- учи се за образователен ценз и държавна служба;

Видните идеолози на императорския Рим са:
- Сенека (42 г. пр.н.е. – 65)
- Плутарх (46 – 127)
- Квинтилиан (42 – 118)